# 紐澤西州議會大廈
紐澤西州議會大廈（New Jersey State House）是美國紐澤西州議會的開會地點和紐澤西州長的辦公場所，位於紐澤西州首府翠登。紐澤西州議會大廈是全美各州議會大廈中歷史第二古老的，僅次於馬里蘭州。

## 外部連結
- History of State Capitol （页面存档备份，存于）
- NJ Legislature - Welcome to the State House （页面存档备份，存于）
- State House Virtual Tour （页面存档备份，存于）